# Medon apicalis
Medon apicalis – gatunek chrząszcza z rodziny kusakowatych i podrodziny żarlinków.
Gatunek ten został opisany w 1857 roku przez Ernsta Gustava Kraatza jako Lithocharis apicalis.
Chrząszcz o ciele długości od 3,5 do 4 mm, ubarwiony rdzawobrunatnie z brunatnoczarnymi głową i wierzchołkami pokryw oraz rdzawożółtymi czułkami, aparatem gębowym i odnóżami. Długość i szerokość głowy są nie większe niż przedplecza. Punktowanie na głowie jest bardzo gęste, przedplecza małe i płytkie, pokryw gęste i ziarenkowate, a odwłoka gęste i delikatne. Warga górna ma przednią krawędź z dwoma małymi ząbkami i niegłębokim wgłębieniem między nimi. Odnóża tylnej pary mają stopy znacznie krótsze niż golenie. Odwłok samca ma piąty sternit o tylnym brzegu dwuzatokowo wyciętym, a szósty sternit z tylną krawędzią zatokowato wykrojoną.
Owad znany z Portugalii, Hiszpanii, Wielkiej Brytanii, Francji, Belgii, Holandii, Niemiec, Danii, Szwecji, Norwegii, Finlandii, Szwajcarii, Austrii, Włoch, Polski, Czech, Słowacji, Węgier, Chorwacji, Macedonii, Grecji, Azorów, Madery, Wysp Kanaryjskich, kontynentalnej Afryki Północnej i Bliskiego Wschodu.